# القشوب (السبرة)

تعديل مصدري - تعديل

القشوب محلة تابعة لقرية دار السمايا، التابعة لعزلة التربة بمديرية السبرة إحدى مديريات محافظة إب في الجمهورية اليمنية، بلغ تعداد سكانها 85 حسب تعداد اليمن لعام 2004.